# Jaume Nomen
Jaume Nomen Torres, né le 23 juin 1960 à Tortosa dans la province de Tarragone, est un astronome amateur catalan, par ailleurs chirurgien-dentiste.

## Biographie
Il est un prolifique découvreur d'astéroïdes, professeur à l'université de Barcelone et membre actif du GEA (Groupe d'Études Astronomiques). Il a découvert plus de soixante astéroïdes et fut le directeur du projet Licorne 3SSS, qui a installé trois télescopes automatiques de 61 cm de diamètre à l'observatoire de Piera (ca), de L'Ametlla de Mar et de Costitx pour accroître la capacité de détection et d'étude des astéroïdes. Depuis 2008, les observations ont été transférées à l'observatoire astronomique de La Sagra, qui bénéficie de conditions plus favorables (ciel plus dégagé, atmosphère plus sèche et moins de pollution lumineuse).
L'astéroïde (56561) Jaimenomen a été nommé en son honneur.

## Astéroïdes découverts
| (19539) Anaverdu        | 14 mai 1999       |
| (19776) Balears         | 4 août 2000       |
| (19783) Antoniromanya   | 27 août 2000      |
| (20621) 1999 TK11       | 9 octobre 1999    |
| (23318) Salvadorsanchez | 20 janvier 2001   |
| (24048) Pedroduque      | 10 octobre 1999   |
| (25470) 1999 XW35       | 6 décembre 1999   |
| (25472) Joanoro         | 6 décembre 1999   |
| (32530) 2001 PW12       | 12 août 1999      |
| (32541) 2001 QF2        | 17 août 2001      |
| (32625) 2001 RZ45       | 15 septembre 2001 |
| (34873) 2001 UF6        | 20 octobre 2001   |
| (37391) Ebre            | 1er décembre 2001 |
| (38671) Verdaguer       | 7 août 2000       |
| (38961) 2000 TG1        | 1er octobre 2000  |
| (51872) 2001 PN9        | 10 août 2001      |
| (52034) 2002 PX42       | 9 août 2002       |
| (54676) 2000 YP12       | 25 décembre 2000  |
| (55211) 2001 RL43       | 13 septembre 2001 |
| (55597) 2002 RO66       | 7 septembre 2002  |
| (55614) 2002 TJ59       | 4 octobre 2002    |
| (57367) 2001 RM43       | 13 septembre 2001 |
| (58044) 2002 WF         | 17 novembre 2002  |
| (61351) 2000 PS9        | 9 août 2000       |
| (62131) 2000 SH4        | 21 septembre 2000 |
| (62132) 2000 SJ4        | 21 septembre 2000 |
| (63814) 2001 RY45       | 15 septembre 2001 |
| (64284) 2001 UE6        | 20 octobre 2001   |
| (64587) 2001 XA         | 1er décembre 2001 |
| (67539) 2000 SK4        | 22 septembre 2000 |
| (72068) 2000 YC29       | 31 décembre 2000  |
| (72069) 2000 YD29       | 31 décembre 2000  |
| (74591) 1999 PS1        | 10 août 1999      |
| (74624) 1999 RS32       | 10 septembre 1999 |
| (77921) 2002 EA12       | 15 mars 2002      |
| (88368) 2001 PO9        | 11 août 2001      |
| (88370) 2001 PQ14       | 15 août 2001      |
| (88467) 2001 QM108      | 25 août 2001      |
| (89835) 2002 CM12       | 7 février 2002    |
| (91424) 1999 PT1        | 10 août 1999      |
| (94411) 2001 TA17       | 13 octobre 2001   |
| (94893) 2001 YG5        | 25 décembre 2001  |
| (95031) 2002 AV26       | 13 janvier 2002   |
| (95218) 2002 CO14       | 8 février 2002    |
| (99596) 2002 GG24       | 14 avril 2002     |
| (106847) 2000 YO16      | 28 décembre 2000  |
| (112549) 2002 PZ42      | 11 août 2002      |
| (124311) 2001 QO73      | 21 août 2001      |
| (125459) 2001 WQ5       | 20 novembre 2001  |
| (146372) 2001 QE2       | 16 août 2001      |
| (159610) 2002 AJ13      | 12 janvier 2002   |
| (182108) 2000 PY6       | 6 août 2000       |
| (286621) 2002 EX1       | 8 mars 2002       |
| (373571) 2001 YF5       | 25 décembre 2001  |
| (380397) 2002 XE89      | 15 décembre 2002  |